# Ineos Fusilier
Pour l'équipe cycliste, voir équipe cycliste Ineos Grenadiers.
L'Ineos Fusilier est un véhicule tout-terrain hybride rechargeable ou électrique qui sera produit en Autriche par le constructeur automobile britannique Ineos Automotive Ltd., division du groupe pétrochimique Ineos.

## Présentation
L'Ineos Fusilier est dévoilé en images par le constructeur le 23 février 2024 au pub Grenadier de Londres.
Il sera assemblé par Magna Steyr dans son usine de Graz en Autriche.

## Caractéristiques techniques

### Motorisation
Le tout-terrain est doté d'une motorisation électrique alimentée par une batterie, ou d'un ensemble hybride essence électrique rechargeable constitué d'un moteur thermique faisant office de prolongateur d'autonomie qui n'entraîne pas les roues mais recharge uniquement la batterie en roulant.